# Lumi

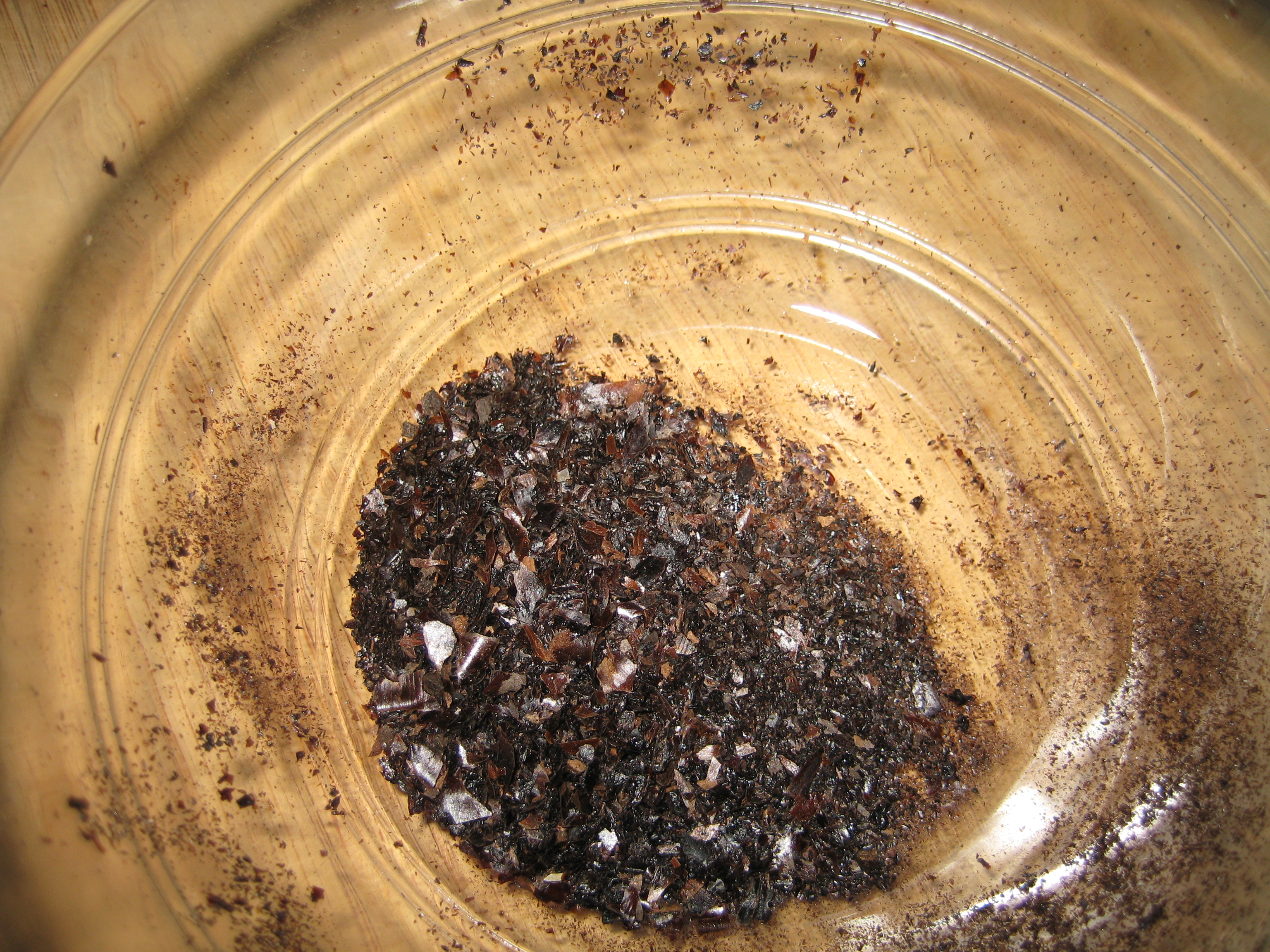
A lumi őrölt formában

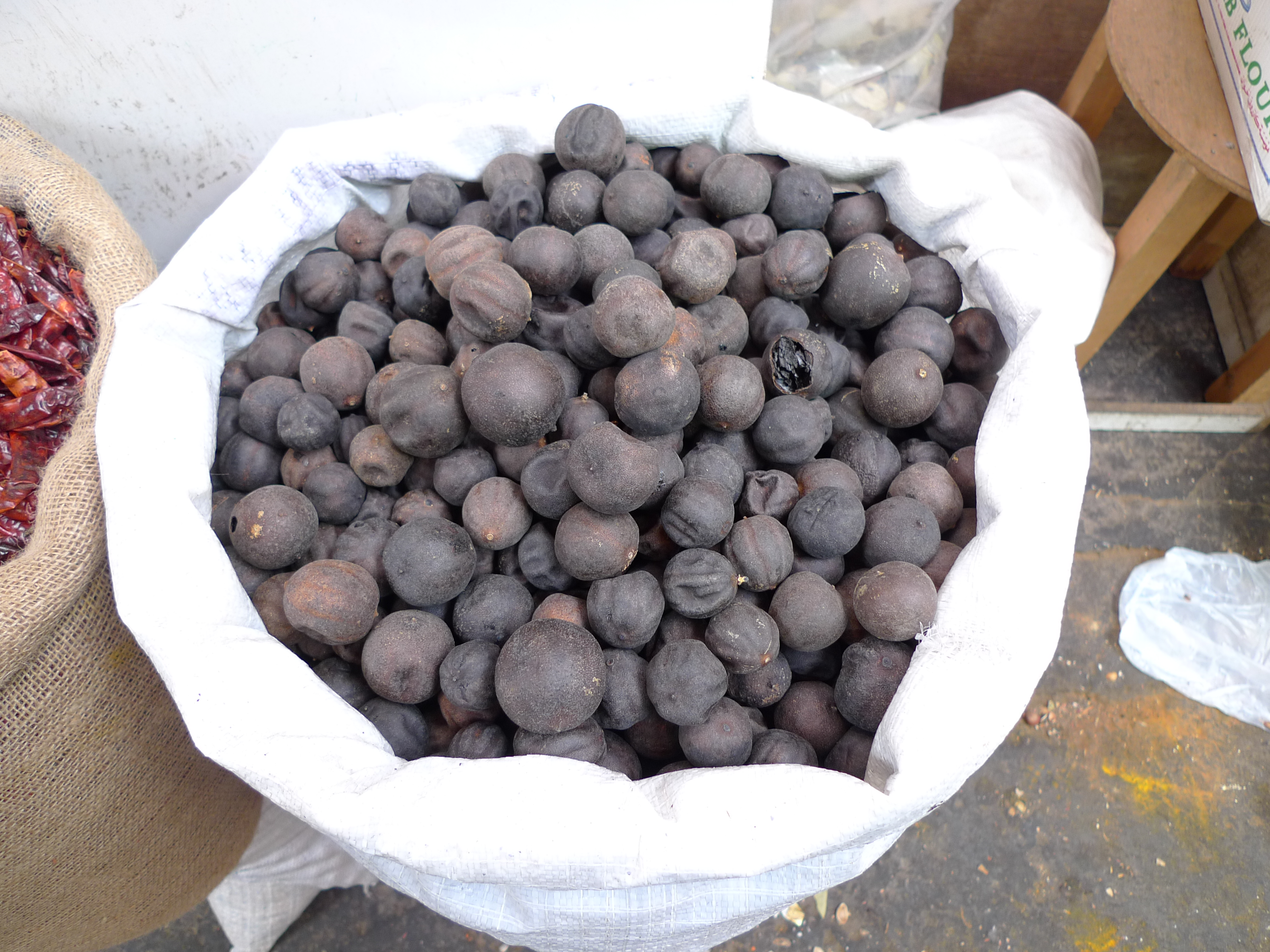
Lumi egy manámai piacon (Bahrein)

A lumi vagy fekete lime egy közel-keleti ételekhez használt fűszer. Az érett lime-ot megfőzik sós vízben, majd napon megszárítják. A külső színe fekete vagy barna.

## Felhasználás
A lumit általában hüvelyesekhez, hal és húsételekhez, porrá őrölt formában rizsételekhez használják. A perzsa stílusú baharat (egy fűszerkeverék, amit kabsának vagy kebsának is hívnak) egyik hozzávalója. Ez egy tradicionális fűszerkeveréke az arab és perzsa konyhának.

## Íze
A luminak nagyon erős íze van. Savanyú és lime ízű, de veszít a friss gyümölcs édes aromájából.